# Jastrzębie Zdrój Szotkowice
Jastrzębie Zdrój Szotkowice – zlikwidowany przystanek osobowy w Jastrzębiu-Zdroju, w przysiółku Szotkowice w województwie śląskim, w Polsce. Znajdował się na wysokości 223 m n.p.m.

## Historia
Przystanek kolejowy został otwarty 9 lipca 1947 roku. Na pojedynczym peronie wyłożonym płytami betonowymi postawiono niewielki budynek  poczekalnią i kasą biletową oraz szalety. Kasa biletowa w 1971 roku została zamknięta. W dniu 1 czerwca 1997 roku zawieszono przewozy pasażerskie. W zamian uruchomiono zastępczą komunikację autobusową. W 1999 roku zawieszono kursowanie pociągów towarowych. Wówczas zawieszono kursy autobusowe. W późniejszym okresie zabudowania oraz infrastruktura przystanku były systematycznie dewastowane oraz rozkradane. W listopadzie 2015 roku ostatecznie rozebrano budynki stacyjne. W 2018 roku w ramach Żelaznego Szlaku Rowerowego niedaleko przystanku postawiono zadaszony punkt odpoczynkowy dla rowerzystów. Do miejsca dawnego przystanku ścieżka rowerowa została poprowadzona starotorzem.